# Peja

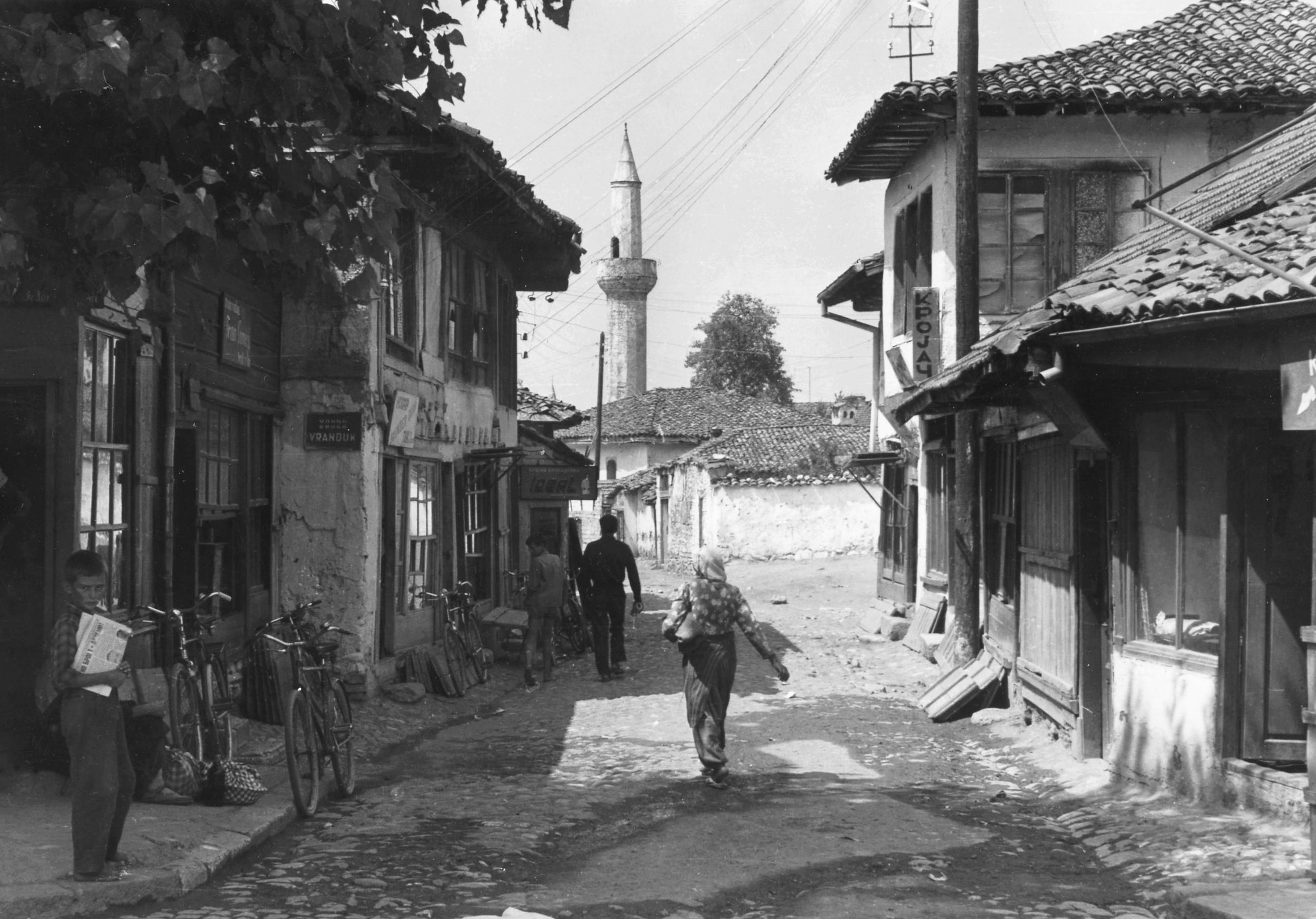
Straße in Peja um 1966

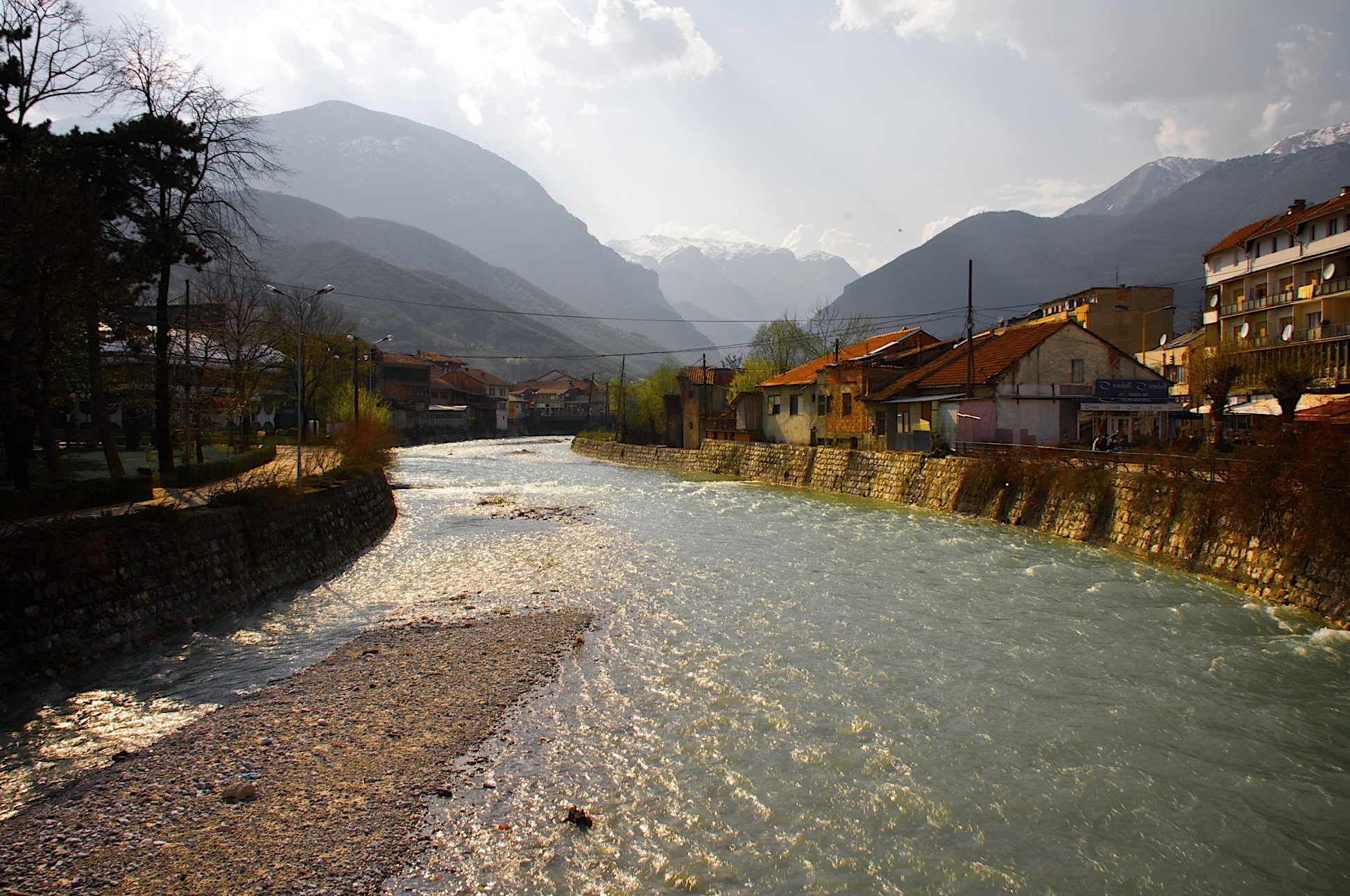
Die Bistrica e Pejës

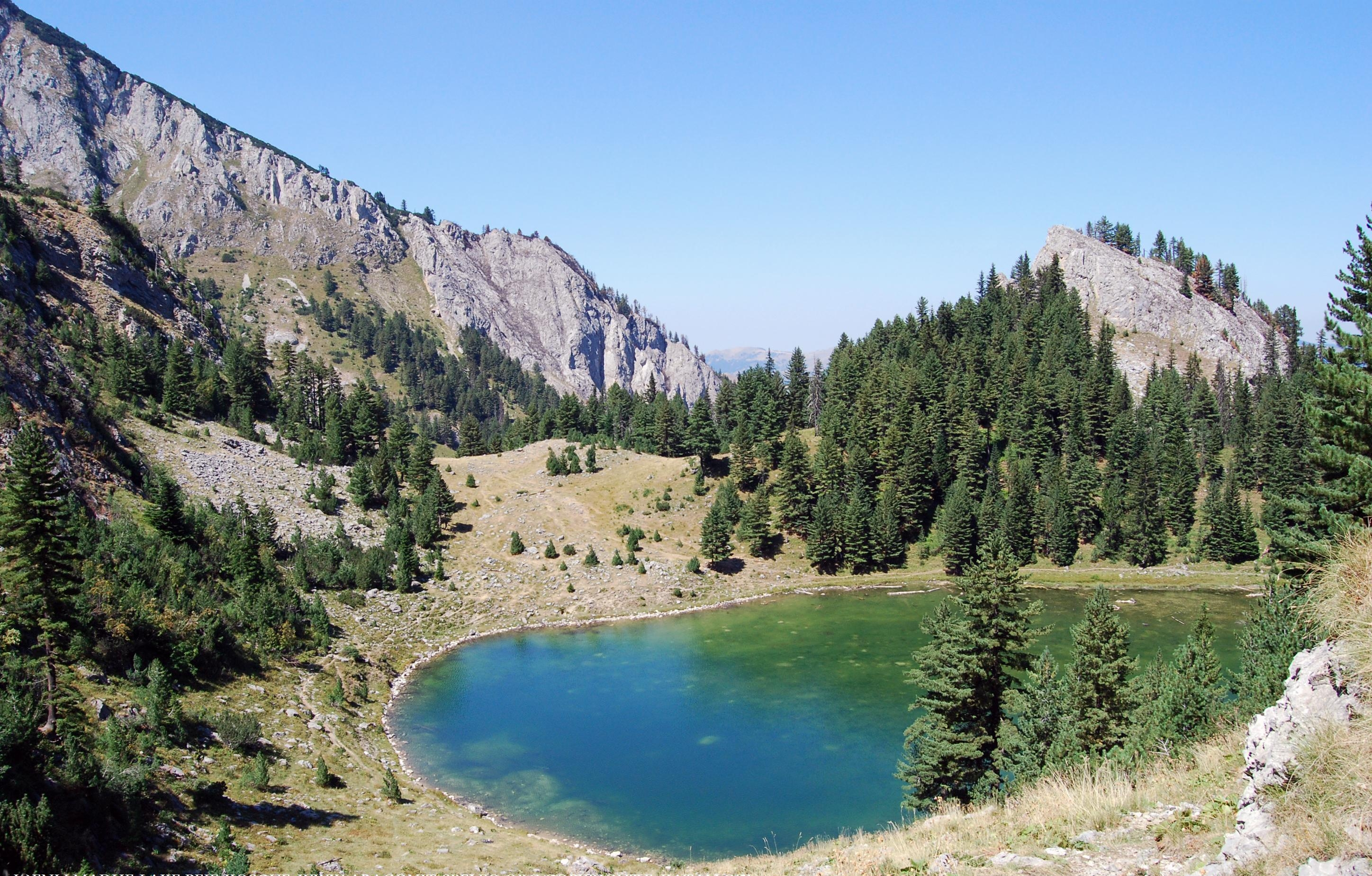
Bergsee westlich der Stadt im Hochland

Peja (albanisch auch Pejë; serbisch Пећ Peć) ist eine Stadt im Westen des Kosovo. Mit fast 98.141 Einwohnern ist sie die viertgrößte des Landes und der Hauptsitz der etwa 216.000 Einwohner umfassenden nach ihr benannten Gemeinde. Zudem ist Peja der Sitz des Bezirkes Peja.

## Geographie

### Lage
Die Stadt befindet sich zehn Kilometer östlich der Grenze zu Montenegro und ungefähr ebenso weit nordöstlich der Grenze zu Albanien. Peja liegt am Fluss Bistrica e Pejës. Der Weiße Drin, der größte Fluss des Kosovo, entspringt unweit der Stadt in den Bergregionen am Weg zur montenegrinischen Grenze.

### Klima
In Peja herrscht ein Kontinentales Klima. Die Sommer sind meist sehr warm und niederschlagsarm, die Winter kalt und niederschlagsreich. Die durchschnittliche Niederschlagsmenge im Jahr beträgt etwa 850 mm.
|                        | Jan  | Feb  | Mär  | Apr  | Mai  | Jun  | Jul  | Aug  | Sep  | Okt  | Nov   | Dez  |   |       |
| Mittl. Temperatur (°C) | −0,5 | 2,1  | 6,4  | 11,2 | 15,9 | 19   | 21,1 | 20,8 | 17,2 | 11,8 | 5,9   | 1,2  | ⌀ | 11,1  |
| Mittl. Tagesmax. (°C)  | 2,8  | 6    | 10,9 | 16,1 | 20,9 | 24,1 | 26,5 | 26,4 | 22,7 | 16,9 | 10,1  | 4,5  | ⌀ | 15,7  |
| Mittl. Tagesmin. (°C)  | −3,6 | −1,5 | 2    | 6,1  | 10,3 | 13,3 | 15   | 14,8 | 11,5 | 6,8  | 2,3   | −1,8 | ⌀ | 6,3   |
|                        |      |      |      |      |      |      |      |      |      |      |       |      |   |       |
| Niederschlag (mm)      | 85,9 | 71,5 | 65,2 | 67,2 | 68,2 | 53   | 54,7 | 48   | 52,1 | 75,3 | 118,2 | 91,4 | Σ | 850,7 |
|                        |      |      |      |      |      |      |      |      |      |      |       |      |   |       |
| Regentage (d)          | 12   | 12,3 | 11,3 | 11,5 | 13   | 13,2 | 9,9  | 8,7  | 8,1  | 9,5  | 12,3  | 13,3 | Σ | 135,1 |
|                        |      |      |      |      |      |      |      |      |      |      |       |      |   |       |
| Luftfeuchtigkeit (%)   | 81   | 75   | 68   | 63   | 64   | 64   | 60   | 60   | 67   | 73   | 81    | 83   | ⌀ | 69,9  |

| −3,6 |

| −1,5 |

| 2 |

| 6,1 |

| 10,3 |

| 13,3 |

| 15 |

| 14,8 |

| 11,5 |

| 6,8 |

| 2,3 |

| −1,8 |

| −3,6 |

| −1,5 |

| 2 |

| 6,1 |

| 10,3 |

| 13,3 |

| 15 |

| 14,8 |

| 11,5 |

| 6,8 |

| 2,3 |

| −1,8 |

## Geschichte

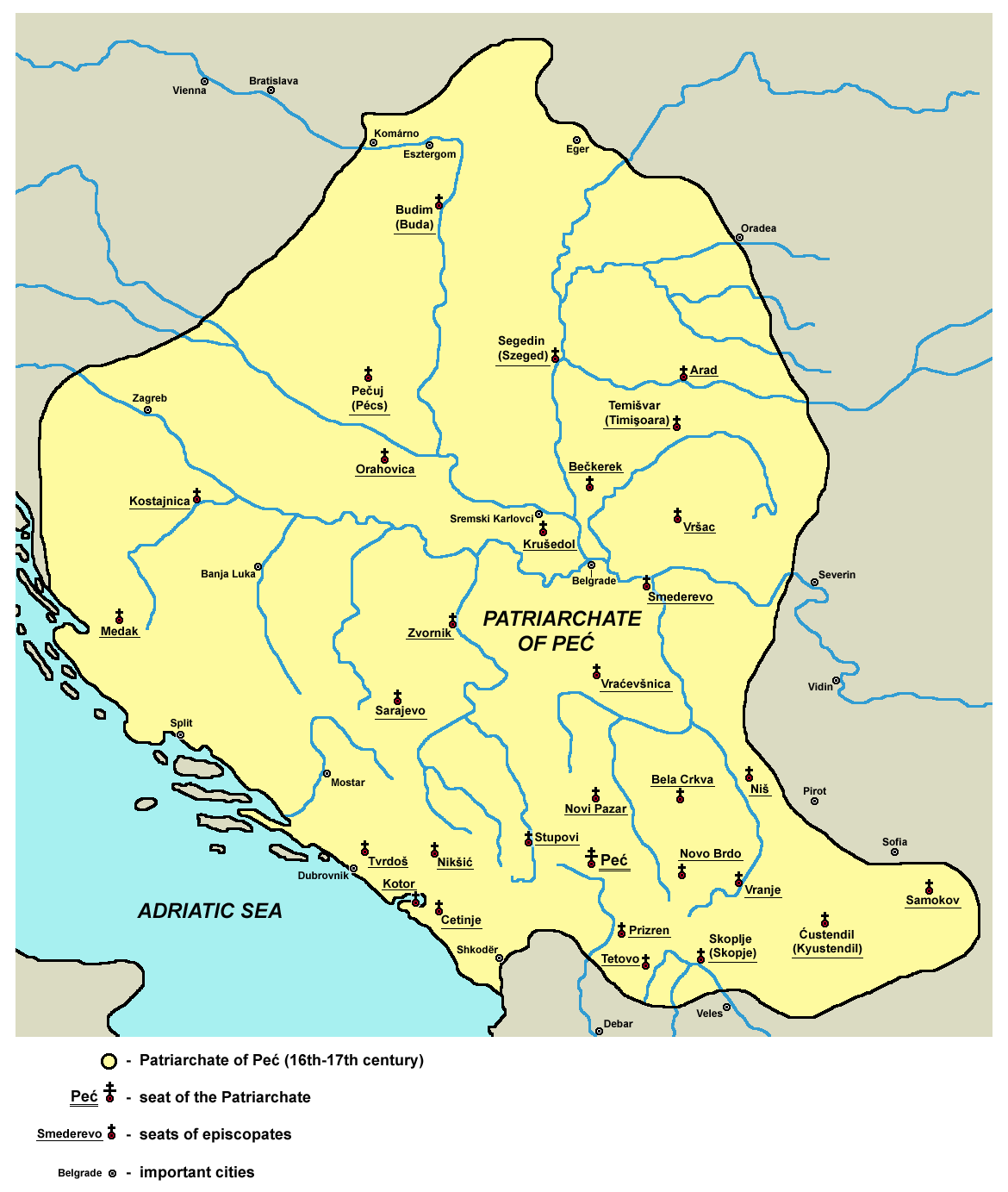
Gebiet des Patriarchats von Peć zwischen dem 16. und 17. Jahrhundert

Die Wurzeln der Stadt liegen in der Antike. Während der Zeit der Römer wurde der Ort Picaria genannt. Von dieser Bezeichnung leiten sich vermutlich auch die Bezeichnungen in den heutigen Sprachen ab (Peja und Peć). Eine andere Erklärung für die Namensgebung liefern die zahlreichen Höhlen im Prokletije-Gebirge bzw. Nordalbanischen Alpen, die sich am südwestlichen Ende der Stadt auftürmen. So soll sich Peć aus dem serbischen Wort pećina für Höhle ergeben haben.
Im Jahr 1253 übernahm Peja infolge der Süderweiterung und -verlagerung des serbischen Machtbereichs die Funktion als Sitz der serbisch-orthodoxen Erzbischöfe von Žiča. 1346 erhob Stefan Uroš IV. Dušan Peć in den Rang eines Patriarchats. Auch nachdem die Osmanen nach der Schlacht auf dem Amselfeld 1389 das Serbische Reich nach und nach erobert hatten, blieb Peć noch bis 1463 Sitz der serbisch-orthodoxen Kirche. Während der Zeit der Osmanen (bis 1912) trug die Stadt den Namen İpek und war Sitz eines Sandschaks im Vilâyet Kosovo.
Das Patriarchat wurde im Jahr 1557 wiederhergestellt. Durchgesetzt hatte dies Sokollu Mehmed Pascha, Großwesir des Sultans Süleyman I. und Bruder des neuen serbischen Patriarchen Makarije (lat.: Macarius). 1766 unterstellten die Türken das serbische Patriarchat dennoch dem Patriarchat von Konstantinopel, nachdem es zuvor zu blutigen Auseinandersetzungen mit der serbischen Bevölkerung gekommen war, die zudem zu einer gewaltigen Auswanderungswelle von Serben aus dem Kosovo Richtung Vojvodina geführt hatten. Die Neugründung des serbischen Patriarchats erfolgte erst 1920 in Belgrad.
Für das 19. Jahrhundert vermerkt Meyers Konversations-Lexikon rund 7000 Einwohner meist griechische und mohammedanische Serben und als Hauptwirtschaftszweige Obst-, Tabak- und Maulbeer-Pflanzungen sowie Seidenbereitung. 1899 schlossen sich Vertreter tonangebender konservativ-islamischer albanischer Familien in der Stadt zur „Liga von Peja“ zusammen.
Die Stadt gehört zu jenem Teil Südosteuropas, der am längsten unter osmanischer Herrschaft stand. Erst nach dem Ersten Balkankrieg 1912/13 zogen die Türken ab und Peć wurde Teil des Königreichs Montenegro, während der Rest des heutigen Kosovo dem Königreich Serbien angeschlossen wurde. Ende 1918 wurde Peć nach dem Beitritt Montenegros zu Serbien und nach dessen Vereinigung mit den südslawischen Gebieten Österreich-Ungarns Teil des Königreichs der Serben, Kroaten und Slowenen (ab 1929 Königreich Jugoslawien). Erst im föderalen System des sozialistischen Jugoslawiens ab 1945 kam Peć zur neu geschaffenen Sozialistischen Republik Serbien als Teil der Provinz Kosovo und Metochien. In dieser Zeit war die Stadt Sitz eines serbischen Verwaltungsbezirkes.
Seit 2008 ist Peja Teil der neu gegründeten Republik Kosovo, die derzeit von 117 Staaten anerkannt wird.

## Bevölkerung
Bei der Volkszählung 2011 wurden für die Stadt Peja 48.962 Einwohner registriert. Davon sind 45.915 (93,78 %) Albaner, 1438 (3,03 %) Roma, Aschkali und Balkan-Ägypter, 1178 (2,41 %) Bosniaken, 174 (0,36 %) Goranen, 46 Türken und 21 Serben.
| Volkszählung | 1948   | 1953   | 1961   | 1971   | 1981   | 1991   | 2011   |
| ------------ | ------ | ------ | ------ | ------ | ------ | ------ | ------ |
| Einwohner    | 17.277 | 21.058 | 28.351 | 41.853 | 54.497 | 68.163 | 48.962 |

Durch den großen Anteil an Auswanderern in der Bevölkerung, die in West- und Mitteleuropa und in den Vereinigten Staaten leben, stehen 29,3 Prozent der Wohnungen leer. Fünf bis sechs Personen lebten 2011 durchschnittlich in einem Haushalt. Die Bevölkerungsdichte belief sich auf 158,8 Einwohner/km², was unterhalb des landesweiten Durchschnitts war (175 Einwohner/km²).
Bosniaken, Balkan-Ägypter, Roma und der Großteil der Albaner zählen sich zum Islam. Die albanischen Muslime organisieren sich in der Islamischen Gemeinschaft des Kosovo (albanisch Bashkësia Islame e Kosovës). Eine Minderheit der Albaner sind Katholiken, die in der Stadt selber und in den Dörfern Gllaviçica, Gllogjan, Nepola, Llugaxhia und Dugaiva siedeln. Die Katholiken werden vom Bistum Prizren-Pristina in Prizren verwaltet, das direkt dem Heiligen Stuhl unterstellt ist. Die Serben gehören überwiegend der serbisch-orthodoxen Kirche an.

## Administration
Für die Verwaltung sind die Institutionen der Gemeinde Peja verantwortlich, die sich alle in der Stadt befinden.

## Kultur und Sehenswürdigkeiten

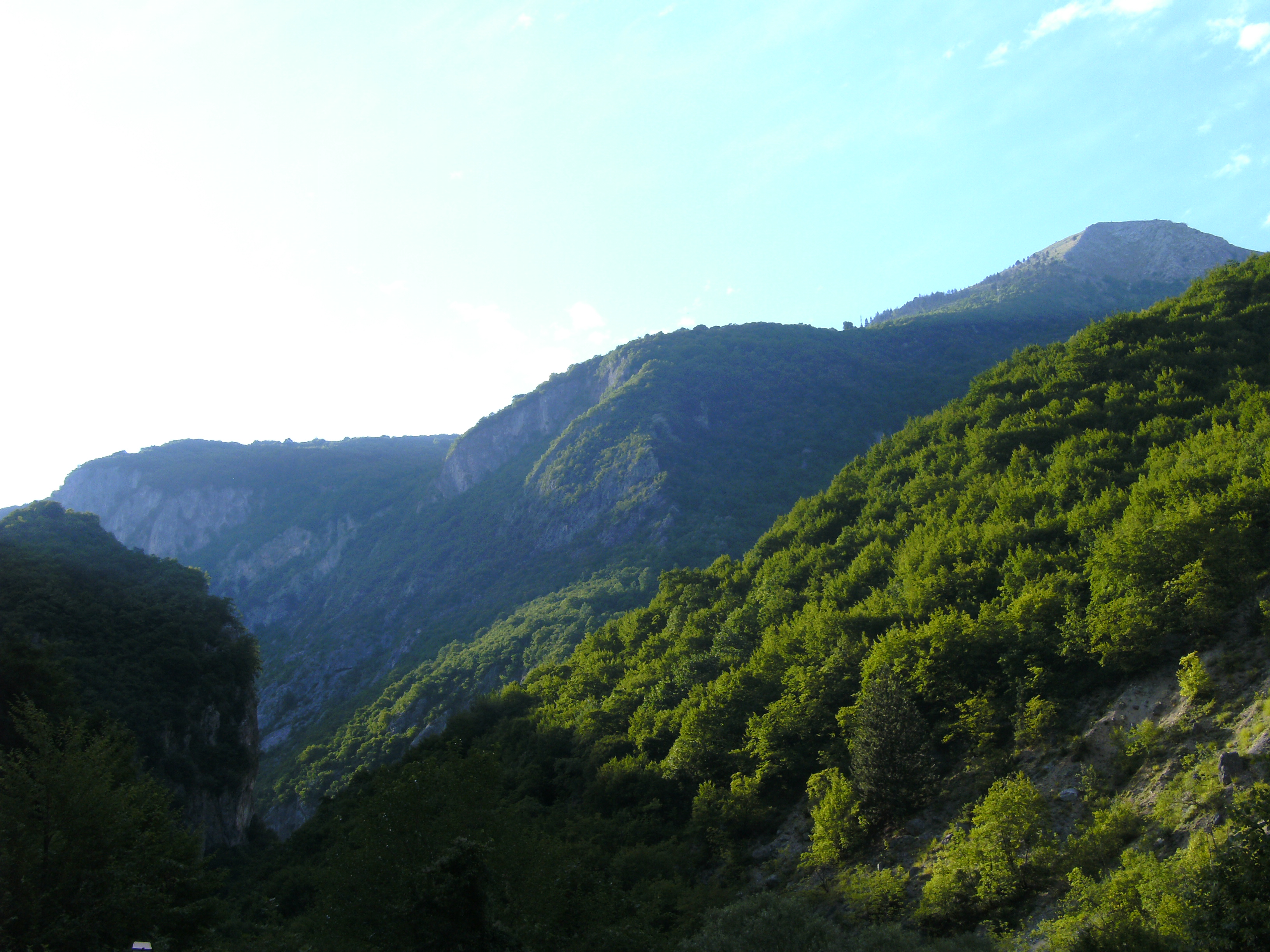
Rugova-Schlucht westlich von Peja

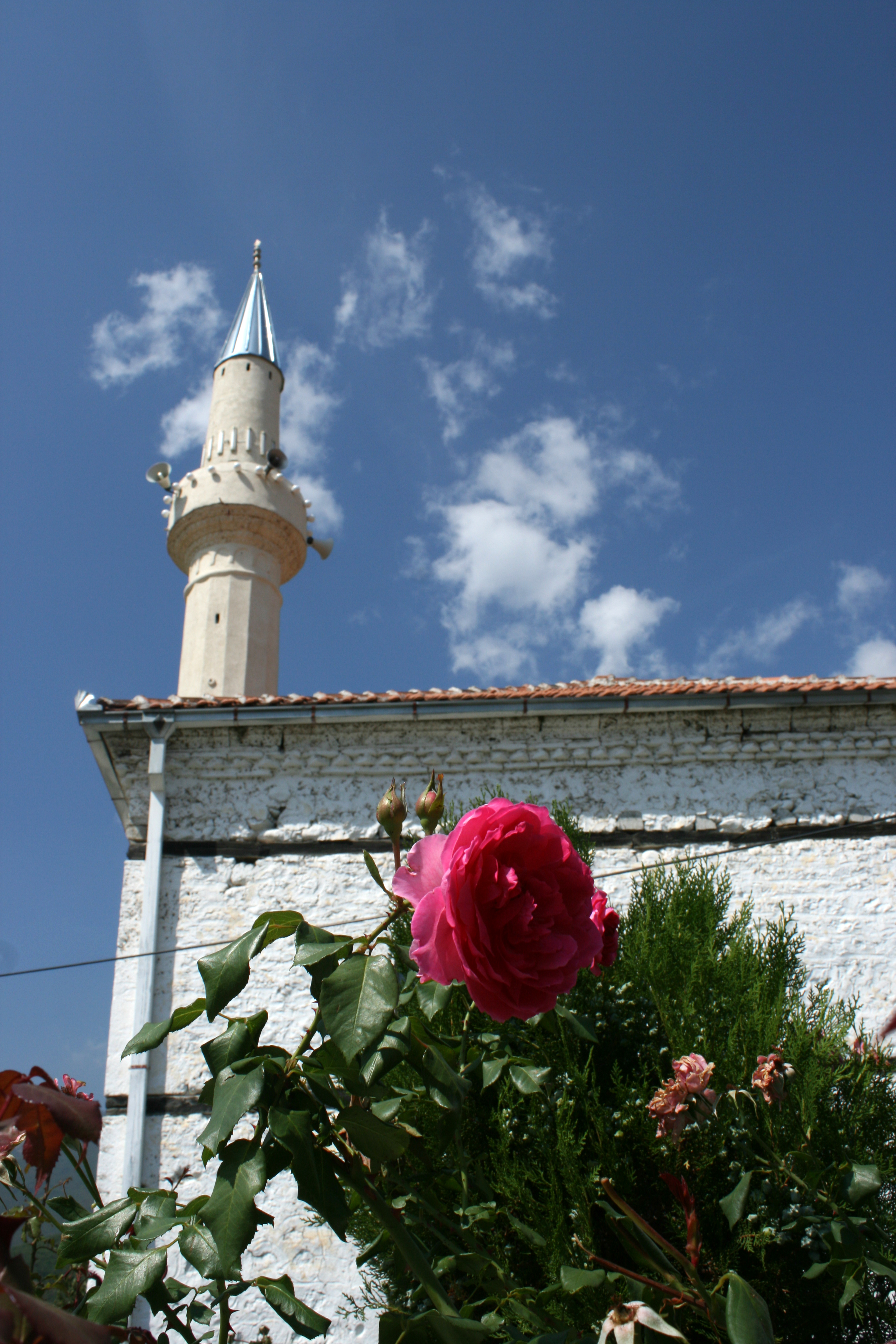
Die Blei-Moschee

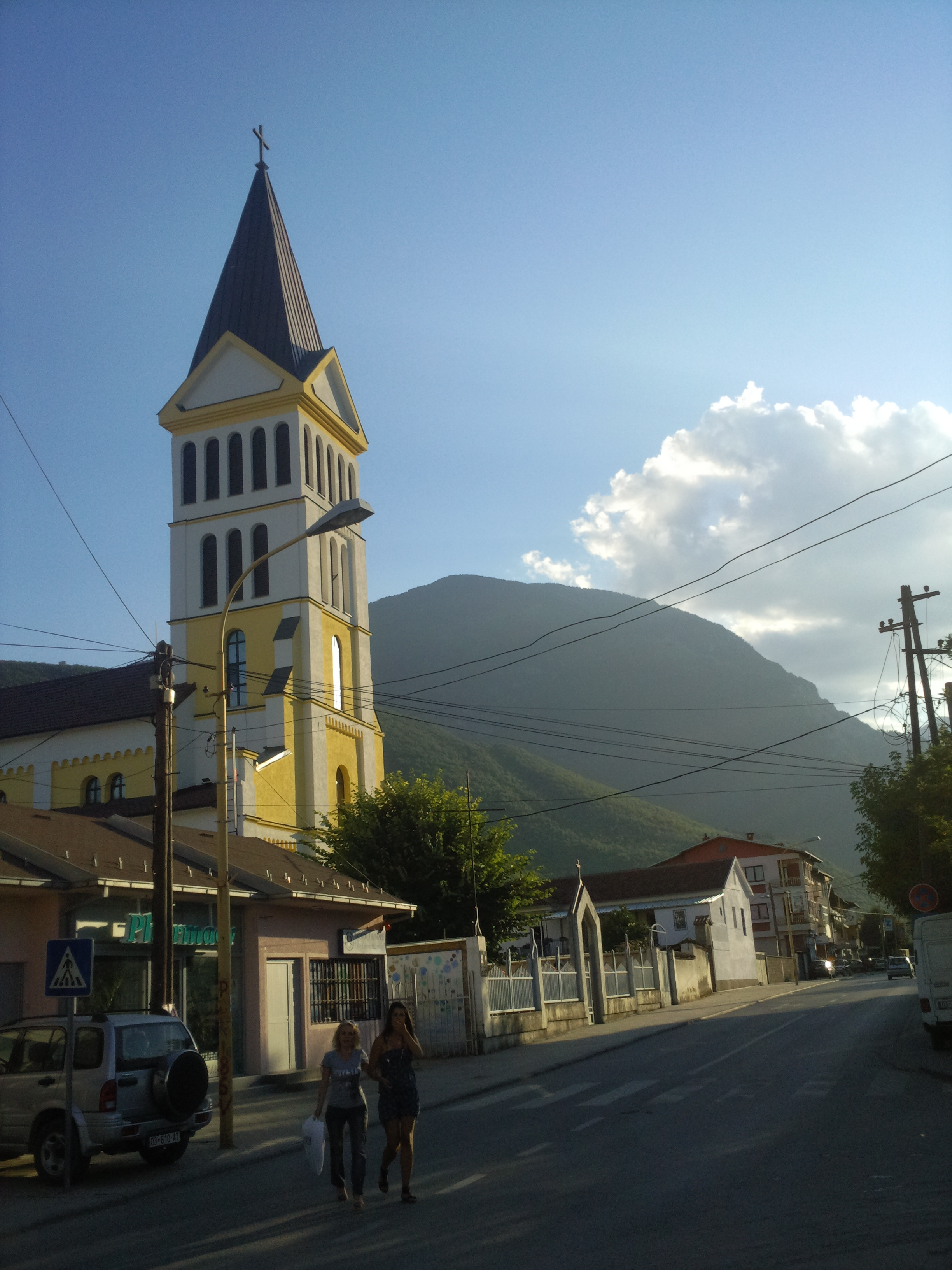
St. Katharinenkirche an der General-Wesley-Clark-Straße

Peja liegt in einer abwechslungsreichen Landschaft und beherbergt mit dem Patriarchenkloster das für die serbisch-orthodoxen Christen wohl bedeutendste Bauwerk. Etwa 15 Kilometer südlich der Stadt liegt außerdem das serbisch-orthodoxe Kloster Visoki Dečani. Beide Klöster zählen seit 2004 zum UNESCO-Weltkulturerbe.

### Bauwerke

#### Rote Moschee
Ihren Namen hat die Rote Moschee ihren roten Ziegelsteinen zu verdanken, die sie für die Region einzigartig machen. Gemäß einer Inschrift über dem Eingang wurde sie im Jahre 1173 AH islamischer Zeitrechnung (1759–1769) und 1307 AH islamischer Zeitrechnung (1889–1890) renoviert. Das Gebäude ist heute eine ausgebrannte Ruine, erhalten sind noch Teile der Fassade, die marmorne Minbar und Mihrāb sowie das Minarett. Die UNESCO hat die Wiederherstellung des Gebäudes empfohlen.

#### Kurshumli-Moschee (Blei-Moschee)
Benannt nach ihrer bleiernen Dachbedeckung wurde die Moschee mehrere Male zerstört und wiederhergestellt. Zu jugoslawischen Zeiten diente sie als Munitionsdepot, seit 1965 wird sie wieder als Gebetshaus von umliegenden muslimischen Gemeinden genutzt. Im Mai 1999 wurde sie niedergebrannt und später wieder restauriert.
Das Gebetshaus ist zwölf mal zwölf Meter groß und war ursprünglich von einem nach außen mit Blei bedeckten hölzernen Kuppelgewölbe überdacht. Die Wände sind aus Bruchstein bedeckt mit weißem Gips. Erkennbar ist noch die Gebetsnische. Das ursprüngliche Minarett wurde 1989 ersetzt durch einen Neubau ohne historischen Wert. Die UNESCO hat die Wiederherstellung des Gebäudes empfohlen.

#### Bajrakli-Moschee (Bannerträger-Moschee)
Das auch Al-Fatih-Moschee genannte Gebäude wurde Ende des 15. Jahrhunderts von Sultan Mehmed II. erbaut. Nachdem es im Juni 1999 niedergebrannt worden war, wurde es mit italienischen Spenden wiederhergestellt. Die Bayrakli-Moschee besteht aus einem Portikus und dem Gebetsraum, der reich mit ornamentaler Malerei versehen ist. Das Minarett gehört wahrscheinlich zu einer früheren Moschee. Das Gebäude gilt als ein Beispiel osmanischer Architektur in Europa.

#### Kirche der heiligen Katharina
Die St. Katharinenkirche ist das spirituelle Zentrum der katholischen Albaner in Peja. Die Kirche befindet sich in der Nähe des Krankenhauses der Stadt und wurde in ihrer jetzigen Form 1929 auf den Grundmauern einer alten katholischen Kirche, die im Ersten Weltkrieg zerstört wurde, erbaut.
Die ersten schriftlichen Hinweise einer albanisch-katholischen Gemeinde in Peja datieren auf das Jahr 1584. Im Jahre 1701 wurde die Pfarrei gegründet und mit dem Bau der Kirche begonnen. 1872 gründete die Pfarrei auf dem Grundstück der Kirche die erste albanischsprachige Schule in Peja, die bis zum Ende des Ersten Weltkrieges zahlreiche Kinder in der albanischen Sprache unterrichtete. Die Räume der ehemaligen Schule werden heute vom katholischen Kindergarten Lul Mazreku genutzt.

### Medien
Es gibt fünf Radiostationen, aber keine Tageszeitung. Die größeren kosovoweit erscheinenden Blätter haben Korrespondenten im Ort.

### Sport
Der lokale Fußballverein KF Besa spielt in der zweithöchsten Liga (2020).
In Peja ist der Kletterverein Mërimangat e Pejës (Die Spinnen von Peja) ansässig, der mit dem Klettersteig in den Albanischen Alpen einen der bekanntesten im Kosovo unterhält.

### Die Rugova-Schlucht
Auf ihrem Weg nach Peja durchfließt die Bistrica e Pejës die Rugova-Schlucht. Sie liegt eingezwängt zwischen den höchsten Gipfeln Albaniens, Kosovos und Montenegros. Die zum Teil in die steilen Felswände gehauene Straße, die von Peja durch die Schlucht und über den 1849 Meter hohen Kulla-Pass führt, verbindet die Region Metochien mit Montenegro. Die albanischen Bewohner dieser Gegend gehören mit ihrer traditionellen Tracht und ihren Volkstänzen zu den bekanntesten des albanischen Kulturraumes.

## Wirtschaft
Landwirtschaft und Arbeitslosigkeit kennzeichnen die Wirtschaft der Region. 1989 gab es schätzungsweise 18.000 Arbeitnehmer, heute liegt diese Zahl nach offiziellen Angaben bei etwa 2.750. Es gibt 2.731 angemeldete Firmen. Größere Arbeitgeber am Ort sind eine Brauerei, eine Großbäckerei, eine Ziegelei, ein Produzent von Bauholz und kleinere Handels- und Dienstleistungsfirmen. Von der schlechten Wirtschaftslage sind vor allem die ethnischen Minderheiten betroffen (Roma, Kosovo-Ägypter, Türken und Serben).

## Infrastruktur

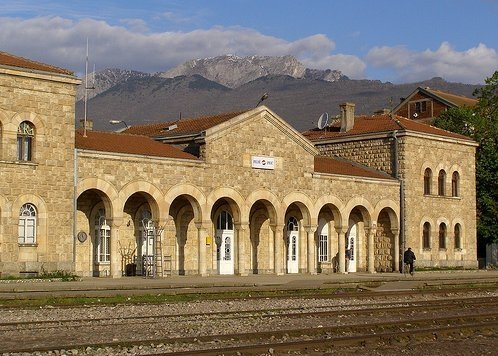
Bahnhof Peja/Peć

### Verkehr
In früherer Zeit lag die Stadt an der wichtigen Handelsroute zwischen Dubrovnik und Istanbul, die aber längst ihre Bedeutung verloren hat. Allerdings bleibt Peja sein Status als nördlicher Verkehrsknotenpunkt der Landschaft Metochien erhalten.
Über Peja führen nach wie vor die einzigen direkten Verkehrsverbindungen von Kosovo nach Montenegro – nach Rožaje in nördlicher und nach Andrijevica in westlicher Richtung. Nach Süden führt eine Hauptstraße über Deçan und Gjakova nach Prizren, nach Osten eine Hauptstraße nach Pristina.
Es verkehren täglich zwei Züge der kosovarischen Bahngesellschaft Trainkos nach Pristina. Im Fahrplanjahr 2024 ist dies die einzige aktive Bahnstrecke im Personenverkehr des Kosovo.

## Persönlichkeiten
- Ali Kelmendi (1900–1939), kommunistischer Aktivist in Albanien und Soldat im Spanischen Bürgerkrieg
- Mark Krasniqi (1920–2015), Albanologe und Schriftsteller
- Engjëll Berisha (1926–2010), Maler
- Xhevdet Xhafa (* 1934), Maler und Grafiker
- Milutin Šoškić (1937–2022), Fußballspieler
- Daut Berisha (* 1941), Maler
- Gani Bobi (1943–1995), Soziologe
- Nebih Muriqi (* 1943), Maler
- Faruk Begolli (1944–2007), Schauspieler und Regisseur
- Agim Çavdarbasha (1944–1999), Bildhauer
- Rexhep Boja (* 1946), muslimischer Geistlicher und ehemaliger Großmufti
- Darinka Jevrić (1947–2007), Dichterin
- David Albahari (1948–2023), serbischer Schriftsteller
- Timo Flloko (* 1948), Schauspieler
- Bogoljub Karić (* 1954), Politiker und Unternehmer
- Dani (* 1958), Volksmusiksänger
- Dejan Stojanović (* 1959), Dichter
- Agim Çeku (* 1960), ehemaliger General und heutiger Politiker
- Kolë Krasniqi (* 1961), Wissenschaftler, Jurist und Schriftsteller
- Arbnor Pajaziti (* 1961), Maschinenbauingenieur und Hochschullehrer
- Nebojša Minić (1964–2005), Militär und Kriegsverbrecher
- Sislej Xhafa (* 1970), Künstler
- Hajredin Kuçi (* 1971), Politiker
- Jeton Kelmendi (* 1978), Schriftsteller und Journalist
- Bekim Kastrati (* 1979), Fußballspieler
- Vladimir Božović (* 1981), Fußballspieler
- Valmir Bytyqi (* 1982), Fußballspieler
- Alban Ramaj (* 1985), Fußballspieler
- Fisnik Myftari (* 1987), Fußballspieler
- Fatos Bećiraj (* 1988), Fußballspieler
- Adrian Nikci (* 1989), Fußballspieler
- Majlinda Kelmendi (* 1991), Judoka und Olympiasiegerin
- Fitim Morina (* 1991), Fußballspieler
- Bernard Berisha (* 1991), Fußballspieler
- Nora Gjakova (* 1992), kosovarisch-albanische Judoka
- Akil Gjakova (* 1996), Judoka
- Regont Murati (* 1996), kosovarisch-neuseeländischer Fußballspieler
- Albina Kelmendi (* 1998), Sängerin